# Ambadra pallida
Ambadra pallida är en fjärilsart som beskrevs av Franciscus J.M. Heylaerts 1891. Ambadra pallida ingår i släktet Ambadra och familjen tandspinnare. Inga underarter finns listade i Catalogue of Life.